# コイチヨウラン
コイチヨウラン（小一葉蘭、学名：Ephippianthus schmidtii ）は、ラン科コイチヨウラン属の地生の多年草。

## 特徴
地下に細くて綿毛がある根茎がはい、地上に1花茎と1葉を出す。葉は、長さ2-5cmの葉柄があり、葉身は広卵形で、長さ1.5-3cm、幅1-2.5cmになり、縁は全縁、先端は鈍頭、基部は心形となる。葉はふつう緑色であるが、濃紫色のものもある。葉の表面には網状の葉脈がある。
花期は7-8月。花茎は直立して高さ10-20cmになり、下部には鞘状の鱗片葉が少数つく。花茎の先に淡黄白色から淡黄緑色の径7-8mmの花を2-7個まばらにつける。苞は膜質で長さ1mmになる。萼片は長さ約5-6mmの狭長楕円形で、先端は鈍頭になる。側花弁は萼片と同形で萼片よりやや短い。唇弁は長楕円形で、長さ約5-6mmになり、赤い斑紋がある。蕊柱は長さ3-4mmの棒状円柱形で、先端の花粉塊は明瞭な点状になる。

## 分布と生育環境
日本では、北海道、本州の中部地方以北、四国の剣山・白髪山に分布し、亜高山帯の針葉樹林帯の林床、落葉の多い木陰地に生育する。国外では、千島列島、樺太に分布する。

## 利用
実用的価値は知られていない。高山性で暑さに弱く、湿度などの環境適応性にも乏しいため寒冷地でも栽培は困難である。

## ギャラリー
- 花。唇弁に赤い斑紋がある。
- 葉は1茎に1個つく。